# Plectranthus secundiflorus
Plectranthus secundiflorus là một loài thực vật có hoa trong họ Hoa môi. Loài này được (Baker) Hedge miêu tả khoa học đầu tiên năm 1998.